# くすりのマジョラム
『くすりのマジョラム』は、鈴城芹による日本の4コマ漫画作品。芳文社の『まんがタイムきららMAX』にて2009年7月号から2012年10月号にかけて連載された。単行本は全3巻。

## 概要
魔女が店員の「まほうのくすり屋さん」と、そこにやってくる客たちとの交流をテーマにしたストーリー4コマ漫画。
舞台となる「まほうのくすり屋さん」は現代日本にあるごく普通の薬局であり、主人公の魔女は魔法と関係なく薬剤師の資格も持つ。そのため、作中には現実の医薬品に関する薀蓄や、健康法に関するアドバイスが多数ちりばめられている。そのため、作風的にはファンタジー漫画というより「お仕事マンガ」の系譜に近い。
タイトルは「魔女ラム」と「マジョラム（ハーブの一種）」のダジャレより。
2011年5月27日にはドラマCDが発売されている。

## ストーリー
日本の薬剤師の資格を持ち、欧州で魔女の修行を積んだ馬放ラムが、まほうの薬屋さんと呼ばれる『馬放保険調剤薬局』で魔法の薬を処方する。

## 登場人物
※声はドラマCDのキャスト
馬放 ラム（まほう らむ）
声 - 井口裕香
主人公。薬剤師にして魔女。双子（二卵性）の姉で26歳だが体が小さく、小学生程度の子供のような容姿をしており、プロポーションも子供そのものである。いつもかぶっている魔女のとんがり帽子がトレードマークだが、多数の帽子を所有しており毎回微妙に異なるデザインとなっており、単行本各巻のカバー内表紙には、その回で被った「ラムの魔女帽コレクション」が掲載されている。
薬剤師の家に生まれたため、小さいころからその「馬放」という姓のために「まほうのくすり屋」とからかわれ続けていた。それがコンプレックスとして積もり重なったあげく、本当の「まほうのくすり屋」になってやろうと、欧州で本物の魔女の一人に師事をして修行を積み認められた正統な魔女となった。
煮えたぎる大鍋を使った「いかにも魔女っぽい」薬作りは、『日本の薬事法に引っ掛かりそう』『親が「危ないから」と火を使わせてくれない』などの理由により行なっておらず、もっぱら魔法陣を用いて魔法の薬を作っている。なお、この工程は実際はとてつもなく地味なのだが、それでは誰が見ても魔法とはわかってくれないという奇妙な意地から、わざわざ魔力を使って雷や爆発の演出をともなった薬つくりを心がけている。ただし、魔法薬作りは趣味の一環であり、作った魔法薬も科学的分析では単なる蒸留水でしかないため薬剤として売る事ができなず無料で配布することが殆ど。ラムは魔女である前に薬剤師であることにプロ意識を持っており、薬事法に則った「現実的な薬」の調合と処方こそが彼女にとって金銭を得るに値する本業なのである。
外見こそ幼いが、既にいい年なので「魔女っ子ラムちゃん」等と呼ばれることは嫌がる。また、錠(後述)とくっつけようとする周囲の声にも辟易している。しかしながら、とある事情からノーラを介して錠と間接キスをした際に「嫌な気はしなかった」と心の中で発言したり、彼から好意を寄せられていることを自覚していたり、果ては彼に「色っぽい」と言われただけで、温泉でのぼせるほど考え込んでしまったりと、何だかんだで彼を意識している模様で、18話で遂に「30まで独り者が続いていたら（錠との事を）考える」と発言した。その後もプールでのデートや日頃の会話等で徐々に仲を育んで行ったものの、偶然訪れていた師匠から「魔女は恋が出来ない」と聞かされショックを受けるが、逆にそれがきっかけで自分の中にある錠への恋愛感情を認識し、2年後の話である最終話で、遂に育音と麻央に対し、彼を巡るライバル宣言をした。曰く「錠が大人になっても自分を想う気持ちが変わらなければ気持ちに応えたい」との事。
2年後の話では、師匠から一人前のお墨付きをもらって新薬を開発できる魔女になっている。また、魔女の素質を見抜ける眼鏡をかけ、弟子を探しているがなかなか上手く行っていない模様。
馬放 ユキ（まほう ゆき）
声 - 日笠陽子
双子（二卵性）の妹。馬放薬局の薬剤師。姉のラムと異なり体格もプロポーションも立派。身長も185cmある。常識人でもあるため魔法の薬を処方することは（只での頒布であっても）あまり快く思っていないが、その効能は認めており、たまに魔法薬の世話になることも。
姉妹仲は非常に良好。その為、周囲から「姉妹百合」扱いされることも。本人いわく勉強はあまり得意でないが、運動神経は抜群で、小学生5人相手に女子2名でサッカーをしてもいい勝負が出来るほど。学生時代はバスケ部にいた。
姉の帽子同様、白衣の下に着ているシャツは毎回違うが、胸に妙なキャッチコピーが書かれたものばかりである。
2巻で市矢とお見合いをした後、彼を「市矢さん」と呼ぶなど意識をしている模様で、最終話ではプールにデートに行く間柄になっている。
古河 潤（ふるかわ じゅん）
声 - 小島めぐみ
第1話から登場。曽新第二中学校の1年生。ピュアで単純な性格の持ち主だが、結構耳年増。
中学校では陸上部に所属し、長距離を主体にしている。陸上部のレギュラーを決める記録会の前日に風邪を引き、病院に行って風邪薬の処方箋を貰ったが、薬を貰いに行く際に看護師のジョークを真に受けて馬放薬局を訪れた。
ラムはそれまで魔法の薬を家族以外に頒布しておらず、潤の風邪を治す薬が魔法薬として初めての処方となった。
これ以降、ラムの薬局をよく訪れる常連となる。また、ラムがいたずらで女の子を好きになっちゃうように処方した塗り薬を塗りたくり、ラムのファーストキスを奪った。それからと言うもの、ラムのことが本当にお気に入りになってしまったようで、よくラム相手にスキンシップをしている。ラムのことは「ラムちゃん」と呼ぶ。
曙 育音（あけぼの いくね）
声 - 又吉愛
第2話で登場。小学5年生だがリアリスト。
身体測定でお腹が出ていることが気になり、痩せ薬を求めて馬放薬局を訪れた。
ラムは「腹筋を鍛えれば良い」と現実的なアドバイスしたが、育音は即時効果を求めたため、その場にいた潤の突っ込みにより魔法の薬を作ることに。
作った薬は筋力アップの魔法薬であり、育音はそれを腹に塗ることで腹筋力を鍛えてお腹をへこませることに成功したが、同時に猛烈な筋肉痛に襲われ、学校を一日休む羽目になった。それ以降、度々ラムの薬局を訪れるようになる。彼女もラムのことを「ラムちゃん」と呼び、友達感覚で付き合っている。2年後、曽新第二中学校に進学し、錠を追って陸上部に入部、短距離の選手となる。
猪瀬 麻央（いのせ まお）
声 - 高本めぐみ
育音のクラスメイト。本格的な登場は第3話からであるが、第2話で2コマだけモブキャラとして登場している。
ラムが小学校の校庭で小学生っぽい容姿で見付かっても不審者扱いされないことを逆手に取って薬草を見付けて摘んでいたところを、部外者であることを見抜いて呼び止めた。
その場の話の流れで魔法の薬を作ることになったが麻央の希望は『ほれ薬』だった。ほれ薬を作るには虫が数匹必要であるが、ラムは虫が苦手で材料集めが大変だったため、麻央が虫を集めた。が、ほれ薬にはいくつも種類があるにもかかわらず、いずれもろくなものではなかったため、結局ほれ薬は諦め、代わりにラムが父親の加齢臭対策用に作り置きしておいた服用するとフェロモンの効果も上がるらしい香り持続の魔法薬をもらうことになった。その後も、育音と一緒に時々馬放薬局を訪れている。ラムのことは「ラムさん」と呼び、一応年長者への敬意を払っている。2年後、曽新第二中学校に進学、錠を追って陸上部に入り、マネージャーになる。
浜路 市矢（はまじ いちや）
声 - 波多野和俊
中央小学校5年3組担任。身長174cm。育音と麻央の担任で、本格的な登場は第4話からであるが、第3話で2コマだけモブキャラとして登場している。また、潤が小学生だった頃の、5年･6年次の担任でもあった。妹2人と同居している。
ラムが魔法の薬の材料集めに海に出掛けたところ、子供と間違えて補導してしまった熱血教師で、ラムより2歳年上の28歳。出会いが最悪であったことから、その後もラムから敵視されている。
可愛い動物が大好きで、ノーラを抱き上げキスをした事も。その際にたまたまラムがノーラと意識接続していた為、ラムがパニック状態に陥った事がある。その後、他の動物とキスをした際にズーノーシス（人獣共通感染症）になってしまい、馬放薬局に薬をもらいに来た。
以前、ユキが夜歩いていた際に、彼女を追いかけていた誠（後述）から彼女を守った張本人で、2巻で彼女とお見合いをした。
第3巻で、師匠の薬で成長したラムを見て彼女を一人の女性として意識するも、ラムには結果的に拒否（記憶を隔離）され、2年後にはユキといい感じになっている。
浜路 雫（はまじ しずく）
声 - 若林直美
市矢の妹で霧の姉。25歳。髪の色はオレンジ。馬放薬局前の病院で看護師をしている。第1話の1コマ目で潤に馬放薬局を紹介した看護師で主人公のラムより早く登場している。最近よく馬放薬局を訪れるようになった。顔は霧そっくり。当初は妹よりもかなりスタイルが良く描かれていたが、コミックマーケットで販売された公認アンソロジーで、霧よりも胸が小さい事が判明した。
浜路 霧（はまじ きり）
声 - 小暮英麻
第4話から登場。市矢の2番目の妹で、姉とは1歳違いの24歳。髪の色は市矢と同じ青。薬剤師の資格を持っていたが、市内で資格を生かせる仕事を見付けることができずにいた。ラム不在時の人手不足解消のため馬放薬局で薬剤師の募集をした際に応募し、薬剤師として勤めることになった。かなり強引な性格で、惚れ薬入りのチョコをラムと錠に食べさせ、無理やりいい雰囲気に持ち込もうとしたり、その後も子とあるごとに二人を「そういう」雰囲気に持ち込もうとしている。
姫神 輝咲（ひめがみ きさき）
潤の友人で、同じ陸上部所属のクラスメイト。初登場の6話はモブ扱いで、名前が出たのは2巻から。
潤よりも頭が良く、彼女に宿題を写させてやっている。オカルト話が好きで、潤と共に2巻で馬放薬局に初来店した際も、冬場なのにラム相手に霊の話をした程。
なかなかの健康優良児だが、歯医者のドリルの音が好きだったり、歯科医師に口中をいじられてドキドキするなど、変わり者である。
箕輪 すみれ（みのわ すみれ）
潤や輝咲の先輩で、陸上部所属。初登場は輝咲同様6話のモブ扱いだが、苗字が出たのは2巻から。
顧問の誠の学生時代の記録等を調べ、その際彼に好意を寄せており、色々な手で迫ろうと考えてはいるが、実行には移せていない。
2年後、中学を卒業した後も毎日陸上部を訪れては、誠に婚姻届を付きつけて結婚を迫っているとの事。
薬師寺 錠（やくしじ じょう）
声 - 市来光弘
第2話から登場しているが、本格的な登場は6話から。
育音と麻央のクラスメイトで、二人が好意を寄せている相手でもあり、バレンタインで二人からチョコを貰ってもいるが、錠自身は二人から好かれていることに気付いていない。
友人と遊んでいた際、池に落ちたボールを取ろうとして溺れ、通りかかったラムに助けられた。ラムが命の恩人であることや、人工呼吸（マウストゥマウス）をされたことなどから、ラムに対して恩か恋か判らない微妙な感情を抱いていた。尚、彼は「ラムが一番」と語っている。また、とある理由でラムと間接キスをした際も、全く嫌な素振りを見せなかったどころか、笑顔を見せていた。20話で父親と温泉旅行に出かけた際、湯あたりして風呂で倒れ、たまたま来ていたラムに介抱された際、彼女に全裸を見られてしまう。2年後、中学に進級し、陸上部に入部。長距離の選手となる。
2年後もラムへの好意が変わる事はなく、育音と麻央に言い寄られながらも、ラムに好意を告白され「大人になるのを待つ」と言われ笑顔を見せた。
薬師寺 誠（やくしじ せい）
声 - 置鮎龍太郎
錠の父親。潤が通う中学の教師で陸上部顧問。1話から登場しているが、本格的な登場は6話から。
錠を助けてくれたのがラムであることを知り、お礼のために馬放薬局を訪れたところ、ユキに一目惚れし、それから事あるごとにユキを口説いているが、ユキからは少々うざがられている様子。最終的にはフラれてしまった模様。
教え子からの信頼は厚く、箕輪すみれのように好意を寄せる生徒もいる。彼曰く「2,3年に一度はそういう自分に好意を寄せる生徒が現れるが、高校に上がれば音沙汰無くなるから、鈍い振りをしているのが一番」との事。
大学生時代は駅伝の選手として有名だったようで、その時に負った膝の怪我で走れなくなり、実業団ではなく教師の道を選んだ。
妻（錠の母親）とは死別している。その話が出た後から、彼の後ろに度々妻の霊らしきものが映るようになった。
ノーラ
声 - ???
第13話から登場。縄張り争いのケンカで大怪我をしていたところを育音に助けられ、馬放薬局に連れて来られたノラ猫。最初、ラムは獣医に連れて行くように言ったものの、結局見捨てることができずに調合室で治療をすることになり、治療をしやすくするため意思疎通の魔法薬を使ったことから、ノーラは周りの人間が敵ではないことを理解した。
意思疎通の魔法薬は、魔女が動物を使い魔にするための薬でもあったことから、ラムと簡単な契約をして使い魔となり、ノーラと名付けられた。が、一般的な使い魔のイメージと異なり、ラムが薬草採りをする際に寄ってくる虫を叩き落して報酬のエサを貰う程度で、ノラ猫なのは相変わらずである。ただし、居住地（縄張り）は馬放薬局近辺に変えている。
ラムには恩義と共に、治療の際に勘違いして怪我をさせてしまった事への負い目を感じており、彼女の言う事は何でも聞くと言っている。また、ノーラ側からも意識共有のリクエストをする事が出来、落ち込むラムを慰める為にラムと錠の間接キスを演出するなど、主への思いは結構深い模様。また、ラムとの意識共有を繰り返すことにより知性が上がりつつある。
最終話では、師匠のいたずらで錠そっくりの赤ん坊に姿を変えられてしまった。
ラムの母
名称不明。恰幅の良い中年女性で、彼女もまた魔女ではない普通の薬剤師で、看護師免許も持つ。馬放薬局はもともとはラムとユキとこの母親の3人だけで回していたが、彼女は腰が悪いために長時間の受付業務に耐えられなかったので、霧が来るまでは人材不足に悩まされていた。
ラムは母の腰の不調を癒すために新しい魔法薬を開発することがしばしばある。
馬放 魁（読み方不明）
ラムとユキの父で、名前だけは1巻のラムのイメージ映像で出ていたが、正式な登場は2巻から。ラムとユキにアニメ『うる星やつら』のキャラの名前を着けたのは、この人と母親である。
地元の曽新市教育委員会事務局で総務部長をしている公務員。ラムの魔法の育毛剤を愛用しているが、用量を守っておらず、ラムから愚痴られている。
同僚にお見合い好きがおり、頼み込まれてユキと市矢をお見合いさせてしまう。
ラムの師匠
イギリスに住む魔女で、ラムが留学していた際、彼女の魔女としての適性を見抜き勧誘して魔法を指導した。金髪の女性で顔にはそばかすが少しある。
薬を使った魔法以外にも、転移魔法や飛行など、レベルの高い魔法も使いこなせる本物の魔女。潤曰く「綺麗な人」。
通りすがりに難病を治したりと基本的にいい人なのだが、性格は結構歪んでおり引きこもりがち。いたずらが好きで、ラムに対していたずらを仕掛ける事も。
第3巻で、いたずらのお詫びとサプライズとして来日。その場で早速トラブルを起こす。その後もラムの家の魔方陣経由で遊びに来るようになった。
魔力があまりにも強すぎ、目が合っただけで生き物なら対象は問わず相手が魅了されてしまうため、普段は魔法で目を隠して物を見ている。

## 他作品との関連
以下に示すように、本作は鈴城芹の別作品である『看板娘はさしおさえ』や『家族ゲーム』、『JC探偵でぃてくてぃ部!』と関連があると思われる。
- 第3話にてラムが着ている服のブランドはClaraは『看板娘はさしおさえ』の早潮質店の店主『早潮匡臣』の実の兄（子供服デザイナー）が実家の老舗の衣料品会社の子会社として立ち上げた子供服ブランドである。
- 第4話の最初で『早潮小絵』と会社の後輩の『瓜生莉子』と思われるモブキャラが登場している
- 第7話で麻央がミョウガを買いに行ったスーパーに『温水尚武』らしき人物が買い物をしている。尚武はスーパー勤務であることから、このスーパーは尚武の勤め先であると思われる。
- 潤と陸上部仲間の輝咲（きさき）のクラスメイトで、モデルをしている東雲という女の子がいるが、回想の中で江戸時代に火事で10歳で死んだ女の子の幽霊の話をしていることから、『看板娘はさしおさえ』の東雲五十鈴（作中では小学5年生なので、その3年後)と思われる。また、『看板娘はさしおさえ』第3巻には輝咲と思われる人物が登場する。
- 第16話にでぃてくてぃ部のメンバー（『八重樫照葉』、『今井細』、『阿南詩』）と思われるモブキャラが登場している。
- 第35話には「三中にはあんなプロポーションの先生いますけどね」と『棟方千草』の存在を示唆する誠の台詞がある。
- 最終話では『早潮小絵』がラムの弟子候補として目を付けられている。

## 書誌情報
- 鈴城芹『くすりのマジョラム』 芳文社〈まんがタイムKRコミックス〉、全3巻
  1. 2010年8月11日初版発行（2010年7月27日発売[3]）、ISBN 978-4-8322-7928-5
  2. 2011年10月12日初版発行（2011年9月27日発売[3]）、ISBN 978-4-8322-4067-4
  3. 2012年11月12日初版発行（2012年10月27日発売[3]）、ISBN 978-4-8322-4211-1

## ドラマCD
- くすりのマジョラム FFCC0008 フロンティアワークス